# 해령

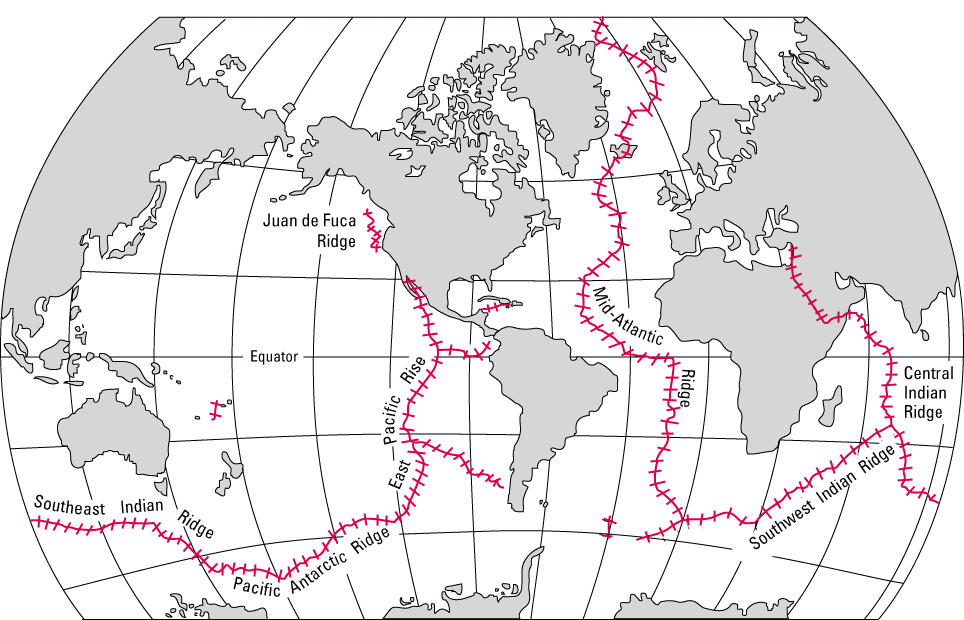
해령

해령(海嶺)은 대양 중앙부에서 주위의 해양 분지보다 높이가 2500~3000m 솟아오른 대규모의 해저 산맥으로 태평양, 대서양, 인도양 및 북극해까지 연결되어 있다. 중앙 해령의 정상부에는 깊이가 약 1000m에 이르는 V 자의 열곡이 있다. 여기서는 지하의 마그마가 올라와 새로운 암석층이 만들어진다. 따라서 심해저 평야의 나이는 해령에서 멀수록 많고, 가까울수록 생겨난 지 얼마 되지 않는다.
해저산맥의 규모·형식에는 몇 가지가 있는데, 가장 유명한 것은 중앙해저산맥으로서 그 대표적인 것이 중앙대서양(中央大西洋) 해저산맥이다. 이것은 아이슬란드(Iceland)에서 시작하여 대서양의 중앙을 남북으로 남극 가까이까지 연속하며, 더 나아가서 그 말단은 아프리카와 남극 사이를 통과하여 중앙 인도양 해저산맥으로 연속하고 있다. 그 길이는 대략 1만km를 넘고, 높이는 수심 4,000∼5,000m의 심해저에서 평균 3,000m의 높이로 솟아 있는 대산맥이다. 이와 같은 해저산맥의 정상(頂上)에는 단층으로 가라앉은 함몰곡(陷沒谷)이 있거나 천발(淺發)지진이 자주 일어나는 등의 일이 있어서 대양과 대륙의 성인(成因)을 연구하는 데에 중요한 실마리가 되고 있다.

## 중앙해령
대서양을 동서로 2분하는 긴 남북방향의 대해령(大海嶺)이 발견된 것은 상당히 오래 되었다. 근 10여년 전부터 이와 같은 해령이 대서양뿐만 아니라 인도양·태평양·북극해저에도 둘려져 있다는 것을 알게 되었다. 그런데 1953년에 대서양 중앙해령의 중앙에 깊은 열곡(裂谷)이 생겨져 있음이 미국의 라몬드연구소에 의하여 처음으로 밝혀졌다. 이 열곡의 바닥까지의 수심(水深)은 2,700∼4,600m임에 대하여, 양측 산맥의 정상은 1,100∼2,200m이므로, 열곡의 깊이는 1,800m 이상이 되며, 그 폭도 13∼48km로서 장장 수백km에 걸쳐 연속되고 있다. 그 후의 조사로써 대서양 중앙부의 천발지진(淺發地震)의 진앙이 이 열곡과 일치한다는 것도 알게 되었다. 이 부분의 지진은 70km 이상 깊이의 것은 없고, 대다수가 30km 이하의 것이 집중되어 있는 것이다. 이 중앙해령을 대서양의 북쪽으로 더욱 연장·추적하면 아이슬란드를 거쳐 북극해까지 간다. 아이슬란드에서는 중앙 아이슬란드지구(地構)라는 요지(凹地)가 그 섬을 횡단하며, 최근의 화산활동과 천발지진은 모두 이 지구에서 일어나고 있다. 이 지구는 1000년 동안에 1km에 대해서 3.5m의 비율로 벌어지고 있으며, 이 해령은 계속 북극해로 들어가서 스피츠 베르겐을 지나 밭고랑 모양의 로모노소프 해령과 병행하다가 시베리아 대륙붕에 부딪치는 분포를 보인다. 여기서 계속 지진대를 따라 추적하면 베르호얀스크 요지(凹地)를 지나 바이칼호에까지 이른다. 중앙 해령의 남측 연장도 뚜렷하다. 그 분포는 대서양 부채의 형상에 평행하여 적도 부근에서 크게 동쪽으로 굽어진 후, 다시 남을 향해서 연장되고, 결국 아프리카 남측을 돌아 인도양의 해령으로 연결된다. 지각열류량(地殼熱流量)도 중앙해령의 축을 따라 대단히 높은 것으로 보아, 해령의 지하는 상당히 높은 온도를 지닌 것으로 추정된다. 이와 같은 성질은 인도양 중앙해령, 태평양 해령에서도 거의 같게 나타난다. 중앙해령의 성질을 종합하면 다음과 같다.
1. 해령의 평행방향으로 정단층(正斷層)이나 지구대가 있고, 횡단방향으로 단열대가 있다.
2. 지각열류량은 중축부(中軸部)에서 높고, 사면(斜面)에서 낮다.
3. 화산활동이 있다.
4. 지각의 두께는 다르며, 중축부에서는 그 하부에 보통의 맨틀 물질과는 다른 지진파가 낮은 물질이 있다.
5. 중축부에 천발지진대가 있다.
6. 대양의 중앙부에 있는 경우가 많다.

## 글로벌 시스템
전 셰계는 중앙에서 능선 시스템이 연결되어 있고 그때 형성하는 것이 해령이다. 모든 바다에서 일부인 단일 중앙 해령으로 가장 긴 산맥이 된다. 그 연속되는 산맥은 65000km 정도의 길이이며(가장 긴 대륙 산맥인 안데스 산맥보다 몇 배 더 길다), 해양 능선의 총 길이는 약 80000km이다.

## 형태론

해령 중심으로부터 퍼지는 곳에서, 해저의 깊이는 약2600m이다. 능선 측면에서는 해저의 깊이(또는 해수면 위의 중앙해령에 있는 위치의 높이)가 그 연령(깊이가 측정되는 암석권의 나이)과 상관 관계가 있다. 그 깊이와 나이의 관계는 암석권 판 또는 맨틀에서 반무한체(half space)의 냉각에 의해 모델링 될 수 있다. 좋은 근사치는 해저의 깊이가 해저 나이의 제곱근에 비례하여 퍼지는 중앙해령 위에 있다는 것이다. 그 능선의 전체적인 모양은 지각평형설에서 비롯된다. 능선 축에 가까우면 해양 지각층을 유지하는 고온의 저밀도 맨틀이 있다. 해양판이 식으면서, 능선에 있는 축으로부터 떨어져, 해양 맨틀의 암석권(지각과 함께 해양 판을 구성하는 맨틀의 더 차갑고 밀도가 높은 부분)이 두꺼워지고, 밀도는 증가하게 된다. 따라서 오래된 해저는 밀도가 더 높은 물질에 의해 더 깊어진다.
확산 속도는 해저 확산으로 인해 해양 유역이 넓어지는 속도이다. 속도는 해령 중심에 걸쳐 있는 해양 자기이상을 만들어 계산할 수 있다. 능선 축에서 분출된 것 중 결정화된 현무암이 적절한 철-티타늄 산화물의 퀴리점(Curie point) 아래로 냉각됨에 따라, 지구의 자기장과 평행한 자기장 방향이 이 산화물에 기록된다. 해양 지각에 보존된 판의 방향은 지구의 자기장 방향에 대한 시간 기록으로 구성되어 있다. 그 판이 역사를 통틀어 알려진 간격으로 방향을 역전시켰기 때문에, 바다지각의 지자기 역전 규칙은 나이를 나타내는 지표로 사용될 수 있다. 지각 연령과 능선 축과의 거리를 고려할 때, 확산 속도는 계산될 수 있다.
확산 속도는 약10~200mm/년이다. 대서양 중앙해령과 같은 천천히 퍼지는 능선은 같은 시간과 냉각이 이루어지는 동안 동태평양의 상승과 같은 빠른 능선보다 훨씬 더 멀리 퍼져나가고, 결과적으로 수심 깊이도 더 깊어지고 있다. 천천히 퍼지는 능선들은 일반적으로 폭이 10~20km에 이르는 크게 갈라진 골짜기를 가지고 있으며, 1000m까지 완화될 수 있는 매우 위험한 지형을 가지고 있다. 반면, 동태평양 상승과 같이 빠르게 퍼지는 능선(연간 90mm 이상)에 균열된 골짜기는 없다. 북대서양의 확산 속도는 25mm/년이며 태평양 지역에서는 80~145mm/년이다. 알려진 최고 속도는 동태평양 상승의 중신세(中新世[統])에서 200mm/년이다. 20mm/년 미만의 속도로 퍼지는 능선을 초저속 확산 능선(예시: 북극해의 각켈(Gakkel) 능선 및 남서인도양해령)이라고 한다.

## 작용원리
해양 암석권은 해령에서 형성된다. 반면에 암석권은 해구에서 연약권으로 섭입된다. 리지푸쉬(ridge-push)와 슬랩풀(slab-pull)이라는 두 가지 작용은 중앙해령이 확산되는 원인으로 추측된다.

"리지푸쉬(Ridge-push)와 슬랩풀(slab-pull)의 원리

리지푸쉬는 해양판이 더 뜨거운 연약권에 의해 융기하여 아래로 미끄러지는 현상을 말한다. 슬랩풀은 섭입대 위에 놓인 판 아래로 섭입되는 지각판의 무게가 판의 나머지 부분을 그 뒤로 끌어당기는 것을 말한다. 슬랩풀 메커니즘은 리지푸쉬보다 중앙 해령의 형성에 더 큰 영향을 미치는 것으로 추측된다.
깊은 대류로 인한 “맨틀 대류”는 이전에 판 운동과 해령의 새로운 해양 지각 형성의 원인이다. 그러나 일부 연구에 따르면 상부 맨틀(연약권)의 가소성이 커서 지각판을 당기기에 충분한 마찰을 일으키지 못한다는 것이 밝혀졌다. 또한, 지진파단층기법과 상부 맨틀의 약 400km에서 구텐베르크 불연속면의 관측으로 추론된 바와 같이 마그마가 해령 아래에 형성되도록 하는 맨틀 융기는 상부 맨틀의 약 400km까지 포함하는 것으로 보인다. 반면에, 북아메리카 판과 남아메리카 판과 같이 세계 최대 규모의 지각판의 일부가 움직이고 있다. 그러나, 이것은 이 판들에 가해지는 리지푸쉬에 의한 작용을 가리키며, 레서 안틸레스 아크 와 스튜샤 아크 같은 제한된 위치에서만 섭입되고 있다. 판과 맨틀 운동의 컴퓨터 모델링은 판 운동과 맨틀 대류가 연결되어 있지 않았으며, 판 운동의 주된 원동력은 슬랩풀이라는 것을 시사한다.

## 지구 해수면에 미치는 영향
전 지구적 또는 유정 적 해수면은 지구의 역사에 걸쳐 크게 변동했다. 해수면에 영향을 미치는 주요 요인은 가용 물의 양과 양, 그리고 해양 분지의 모양과 양이다.
물의 양에 대하 주요 영향은 밀도에 영향을 미치는 바닷물의 온도와 강, 대수층,호수, 빙하,극지방 만년설 및 해빙과 같은 다른 저수지에 보유된 물의 양이다. 지질학적 기간에 걸쳐 해양분지의 형태와 육지/해상 분포의 변화는 해수면에 영향을 미친다.
유정적 변화와 더불어 해수면의 국지적 변화는 지각상승과 침하로 인해 발생한다.

## 해수화학 및 탄산염 침착에 미치는 영향
바닷물은 모든 종류의 담수보다 용해된 이온을 더 많이 함유하고 있다. 그러나 용액의 비율은 크게 다르다. 예를 들어 바닷물이 강물보다 약 2.8배 많은 중탄산을 함유하고 있지만, 모든 용존 이온의 비율로서 바닷물에서 중탄산의 비율은 강물보다 훨씬 낮다. 중탄산염 이온은 강 용액의 48%를 구성하지만 바닷물의 경우는 0.14%에 불과하다. 이와 같은 차이는 해수 용액의 다양한 잔류 시간에 기인한다. 나트륨과 염화물은 체류 시간이 매우 긴 반면 칼슘은 훨씬 더 빨리 침전하는 경향이 있다. 바닷물에 가장 풍부한 용존 이온은 나트륨, 염화물, 마그네슘, 황산염, 칼슘이다.삼투압은 약 1000 mOsm/l이다.
기타 소량의 물질들이 발견되는데, 그 중에는 질소 원자의 농도가 리터당 2마이크로그램에 이르는 아미노산이 있다.
해수면 밀도는 온도와 염도에 따라 약 1020~1029kg/m3이다. 25 °C의 온도, 35 g/kg의 염도 및 1 atm 압력에서 바닷물의 밀도는 1023.6 kg/m3이다.
해양심층, 고압에서 바닷물은 1050 kg/m3 이상의 밀도에 도달할 수 있다. 바닷물의 밀도 또한 염분에 따라 변한다. 해수담수화 공장에서 발생하는 브라인은 120 g/kg까지 염분을 가질 수 있다. 25 °C에서 염도 120 g/kg의 일반적인 해수 브라인의 밀도는 1088 kg/m3이다. 해수 pH는 7.5 ~ 8.4 범위로 제한된다. 바닷물의 음속은 약 1,500 m/s(반면 음속은 약 101.3kPa 압력, 1기압에서 약 330 m/s)이며 수온, 염도, 압력에 따라 다양하다. 해수의 열전도율은 25 °C에서 0.6 W/mK이며 염도는 35 g/kg이다. 염도가 증가하면 열전도율이 감소하고 온도가 증가하면 증가한다.
지질학과 광물학에서 "탄산염"이라는 용어는 탄산염 광물과 탄산염 암석(주로 탄산염 광물로 이루어져 있음)을 모두 지칭할 수 있으며, 둘 다 탄산염 이온인 CO2가 지배한다. 탄산염 광물은 화학적으로 침전된 퇴적암에서 매우 다양하고 어디에나 존재한다. 가장 흔한 것은 석회석 또는 탄산칼슘, CaCO3, 석회석(물루스크 껍질 및 산호 골격의 주성분)의 주성분인 Dolomite, 탄산칼슘 CaMg(CO3)2 및 사이드라이트(철)이다.II) 중요한 철광석인 탄산염, FeCO3. 탄산나트륨("소다" 또는 "나트론")과 탄산칼륨("포타시")은 고대부터 유리 제조와 청소에 사용되었다. 탄산염은 철 제련, 포틀랜드 시멘트 및 석회 제조 원료, 세라믹 글레이즈 등의 산업에서 널리 사용되고 있다.

## 역사

### 발견
해령이 대서양 유역을 이등분한다는 최초의 징후는 19세기 영국의 챌린저 탐사(Challenger expedition)의 결과로부터 비롯되었다. 해양 학자 매튜 폰테인 모리와 찰스 와이빌 톰슨이 해저로 떨어진 선에서 들리는 소리를 분석한 결과 대서양 분지에서 남북으로 이어지는 해저의 현저한 상승이 발견되었고, 20세기 초 음파탐지기로 이것을 확인했다. 2차 세계대전이 끝나고 난 뒤에야 해저면도 더 자세히 조사되었고, 중앙 해령의 전모가 알려지게 되었다.
컬럼비아 대학의 라몬트-도허티 지구 관측소(Lamont–Doherty Earth Observatory)의 탐험대는 대서양을 횡단하여, 해저 수심에 대한 데이터를 음파탐지기로 기록했다. 마리 타프와 브루스 히젠이 이끄는 팀은 대서양 중앙을 따라 이어진 거대한 해저산맥이 있다고 결론지었다. 과학자들은 그것을 “대서양중앙해령(Mid-Atlantic Ridge)”라고 이름 붙였다. 그 밖의 조사결과 해령이 지진활동 상태였으며, 해저협곡에서는 신선한 용암이 발견되었다. 또한 지각열류량은 대서양 유역의 다른 곳보다 더 높았다.
처음에는 해령이 대서양 만의 특징으로 여겨졌으나, 전 세계적으로 해저탐사가 진행됨에 따라 모든 해양에는 해령의 일부가 포함되었음이 발견되었다. 20세기 초 독일 메테오 탐사대(Meteor expedition)는 남대서양에서 인도양까지 중간 해역을 추적했다. 처음 발견된 해령의 한 부분은 대서양 중앙을 따라 내려갔지만, 대부분의 중앙 해령은 다른 해양 분지의 중심에서 멀리 떨어져 있다는 것이 밝혀졌다.

## 같이 보기
- 해양 지각